# Masataka Nomura
Masataka Nomura (野村 政孝 Nomura Masataka?), född 29 juni 1991 i Tokyo prefektur, är en japansk fotbollsspelare.
Nomura började sin karriär 2014 i Nagoya Grampus. 2016 flyttade han till Blaublitz Akita. 2017 flyttade han till Roasso Kumamoto.